# Godeni
Godeni is een Roemeense gemeente in het district Argeș.
Godeni telt 3246 inwoners.